# 제31회 한국PD대상
한국PD연합회가 주관한 제31회 한국PD대상은 시상식은 2019년 4월 9일  김용만, KBS 이혜성 아나운서의 사회로 여의도 KBS신관공개홀에서 열렸다. 이날 시상식에서 올해의 PD상에 MBC 《PD수첩》 팀이 선정됐다.

## 수상자
| 부문          | 구분           | 프로그램 | 수상자               |
| ------------- | -------------- | --- | -------------------- |
| 올해의PD상    | 올해의PD상     | MBC PD수첩팀 | MBC PD수첩팀         |
| 실험정신상    | TV             | EBS 다큐프라임 -번아웃 키즈 | 김훈석 박은미        |
| 실험정신상    | 라디오         | 국악방송 작곡가 세종을 만나다 | 정확히               |
| 작품상 TV     | 드라마         | MBC 내 뒤에 테리우스 | 박상훈               |
| 작품상 TV     | 시사다큐       | MBC PD수첩 - 고 장자연 | 김정민               |
| 작품상 TV     | 교양정보       | EBS 배워서 남줄랩 | 김훈석 김민지        |
| 작품상 TV     | 예능           | SBS 백종원의 골목식당 | 이관원 정우진        |
| 작품상 TV     | 독립제작       | MBC스페셜 로그북-세월호잠수사들의 일기                                                                                                  | 복진오               |
| 작품상 TV     | 지역정규       | KBS창원 별의별 중계 | 김윤정 김호문 서진교 |
| 작품상 TV     | 지역특집       | 광주MBC 핑크 피쉬 | 백재훈 최선영        |
| 작품상 라디오 | 시사교양드라마 | KBS <역사를 찾아서 700회 특별기획 – 우리가 찾은 역사 이야기>                                                                            | 정혜진               |
| 작품상 라디오 | 음악오락       | SBS <김영철의 파워FM> | 윤의준 이상은        |
| 작품상 라디오 | 특집           | CBS <자살률의 비밀> | 정혜윤               |
| 작품상 라디오 | 지역정규       | 울산MBC <이관열, 이남미의 확 깨는 라디오 – 우리 당장 만나>                                                                              | 이관열               |
| 작품상 라디오 | 지역특집       | 부산MBC <백년의 선율, 근대가요> | 도상형               |
| 작가상        | TV작가         | EBS <딩동댕 유치원> <생방송 톡!톡! 보니하니>                                                                                            | 오은령               |
| 작가상        | 라디오작가     | KBS <와이파이 초한지> <와이파이 삼국지>                                                                                                 | 노성원               |
| 공로상        | 공로상         | <야망의 전설>, <사랑하세요?>등을 연출했으며 2000년 불의의 사고를 겪고도 현재까지 현역으로 꾸준히 활동하며, 후배PD들의 귀감이 되고 있다. | 김영진               |
| 공로상        | 공로상         | 지난 해 지병으로 세상을 떠난 故 서홍식 음향감독은 28년 동안 1,000여 편의 드라마의 음향을 책임지며 드라마 제작 환경에 큰 기여를 했다.    | 故서홍식 음향감독    |
| 출연자상      | 탤런트         | KBS <하나 뿐인 내편> | 최수종               |
| 출연자상      | 가수           | 아이돌 중 가장 스펙트럼이 넓은 그룹 중 하나. 막내 화사가 MBC <나 혼자 산다>에 출연해 화제를 모으는 등 마마무 매력이 여지없이 발휘됨.    | 마마무               |
| 출연자상      | TV진행자       | MBN <판도라> 진행자 | 김승우               |
| 출연자상      | 라디오진행자   | SBS <최화정의 파워타임> | 최화정               |
| 출연자상      | 코미디언       | <개그콘서트> | 유민상               |